# ZYX Music
ZYX Music GmbH & Co. KG  también conocido como ZYX Records y inicialmente llamado Pop-Import Bernhard Mikulski, es una compañía discográfica alemana fundada en 1971 por Bernhard Mikulski, en la cual se especializa en géneros como el rock, pop, techno, hip-hop y funk, pero también en varios géneros musicales.
El fundador Bernhard Mikulski mencionó que uno de sus géneros favoritos es el italo disco, en la cual igual se encuentran artistas ligados al género en su discográfica.

## Algunos artistas de la discográfica
- Abigail
- Alberto Carpani
- Baby's Gang
- Bananarama
- Blue System
- Club House
- Motörhead
- Peshay